# Zoogdieren in de tiende editie van Systema naturae
De tiende editie van "Systema naturae" van Carl Linnaeus geldt, samen met "Svenska spindlar" van Carl Alexander Clerck, als het beginpunt van de zoölogische nomenclatuur, en is om die reden van groot belang voor de biosystematiek. De geslachten die Linnaeus creëerde omvatten doorgaans veel soorten, en vaak werden binnen een geslacht soorten samengebracht die sindsdien niet meer als nauwe verwanten worden beschouwd. Samen met de grote aantallen soorten die naderhand door andere auteurs zijn benoemd en het vervolgens opnieuw arrangeren van geslachten, heeft dit ertoe geleid dat veel soorten niet langer in het geslacht worden geplaatst waarin Linnaeus ze in eerste instantie plaatste. Dit overzicht heeft als belangrijkste functie het vindbaar maken van de huidige geaccepteerde naam van soorten die in de tiende druk van "Systema naturae" zijn benoemd. Namen die door Linnaeus werden gepubliceerd en nog altijd in deze vorm gebruikt worden, zijn vet weergegeven.

## Primates
p. 20
- Homo – Mensen
- Homo sapiens – Mens

p. 24
- Homo troglodytes – de beschrijving betreft deels mythe, deels orang-oetan (Pongo pygmaus Linnaeus, 1760)[1][2]

p. 25
- Simia[3][4]
- Simia satyrus – Pongo pygmaeus (Linnaeus, 1760) – Borneose orang-oetan, en Pan troglodytes (Blumenbach, 1775) – Chimpansee[4][5]
- Simia sylvanus – Macaca sylvanus – Berberaap
- Simia sphinx – Mandrillus sphinx – Mandril
- Simia apedia = Saimiri sciureus – Grijsgroen doodshoofdaapje[6][7]

p. 26
- Simia silenus – Macaca silenus – Wanderoe
- Simia faunus = Cercopithecus diana – Dianameerkat[8]
- Simia paniscus – Ateles paniscus – Bosduivel
- Simia diana – Cercopithecus diana – Dianameerkat

p. 27
- Simia cephus – Cercopithecus cephus – Knevelmeerkat
- Simia aygula, nomen oblitum – Macaca fascicularis (Raffles, 1821) – Java-aap[9]
- Simia hamadryas – Papio hamadryas – Mantelbaviaan
- Simia jacchus – Callithrix jacchus – Gewoon penseelaapje

p. 28
- Simia oedipus – Saguinus oedipus – Pinchéaapje
- Simia aethiops – Chlorocebus aethiops – Groene meerkat
- Simia midas – Saguinus midas – Roodhandtamarin
- Simia cynamolgos = Papio hamadryas – Mantelbaviaan[10][11]
- Simia apella – Cebus apella – Bruine kapucijnaap

p. 29
- Simia morta – nomen dubium[12][13]
- Simia capucina – Cebus capucinus – Witschouderkapucijnaap
- Simia sciurea – Saimiri sciureus – Grijsgroen doodshoofdaapje
- Simia syrichta – Carlito syrichta – Filipijns spookdier
- Lemur – Ringstaartmaki
- Lemur tardigradus – Loris tardigradus – Rode slanke lori

p. 30
- Lemur catta – Ringstaartmaki
- Lemur volans – Cynocephalus volans – Filipijnse vliegende kat

p. 31
- Vespertilio
- Vespertilio vampyrus – Pteropus vampyrus – Kalong
- Vespertilio spectrum – Vampyrum spectrum – Grote onechte vampier
- Vespertilio perspicillatus – Carollia perspicillata – Brilbladneusvleermuis

p. 32
- Vespertilio spasma – Megaderma spasma – Reuzenoorvleermuis
- Vespertilio leporinus – Noctilio leporinus – Grote hazenlipvleermuis
- Vespertilio auritus – Plecotus auritus – Grootoorvleermuis
- Vespertilio murinus – Tweekleurige vleermuis

## Bruta
p. 33
- Elephas
- Elephas maximus – Aziatische olifant

p. 34
- Trichechus – Lamantijnen
- Trichechus manatus – Caribische lamantijn
- Bradypus – Drievingerige luiaards
- Bradypus tridactylus – Drievingerige luiaard

p. 35
- Bradypus didactylus – Choloepus didactylus – Tweevingerige luiaard
- Myrmecophaga – Reuzenmiereneter
- Myrmecophaga didactyla – Cyclopes didactylus – Dwergmiereneter
- Myrmecophaga tridactyla – Reuzenmiereneter
- Myrmecophaga tetradactyla – Tamandua tetradactyla – Zuidelijke boommiereneter

p. 36
- Manis
- Manis pentadactyla – Chinees schubdier

## Ferae
p. 37
- Phoca
- Phoca ursina – Callorhinus ursinus – Noordelijke zeebeer
- Phoca leonina – Mirounga leonina – Zuidelijke zeeolifant

p. 38
- Phoca rosmarus – Odobenus rosmarus – Walrus
- Phoca vitulina – Gewone zeehond
- Canis
- Canis familiaris – Canis lupus familiaris – Hond

p. 39
- Canis lupus – Wolf

p. 40
- Canis hyaena – Hyaena hyaena – Gestreepte hyena
- Canis vulpes – Vulpes vulpes – Vos
- Canis alopex – nomen dubium[14]
- Canis lagopus – Vulpes lagopus – Poolvos
- Canis aureus – Goudjakhals

p. 41
- Felis
- Felis leo – Panthera leo – Leeuw
- Felis tigris – Panthera tigris – Tijger
- Felis pardus – Panthera pardus – Luipaard

p. 42
- Felis onca – Panthera onca – Jaguar
- Felis pardalis – Leopardus pardalis – Ocelot
- Felis catus – Felis silvestris catus – Kat

p. 43
- Felis lynx – Lynx lynx – Euraziatische lynx
- Viverra – Civetkatten
- Viverra ichneumon – Herpestes ichneumon – Egyptische ichneumon

p. 44
- Viverra memphitis – Mephitis mephitis (Schreber, 1776) – Gestreepte skunk[15]
- Viverra putorius – Spilogale putorius – Oostelijke gevlekte skunk
- Viverra zibetha – Indische civetkat

p. 45
- Viverra genetta – Genetta genetta – Genetkat
- Mustela – Kleine marters
- Mustela lutris – Enhydra lutris – Zeeotter
- Mustela lutra – Lutra lutra – Otter
- Mustela gulo – Gulo gulo – Veelvraat

p. 46
- Mustela barbara – Eira barbara – Tayra
- Mustela martes – Martes martes – Boommarter
- Mustela putorius – Bunzing
- Mustela furo – Mustela putorius furo – Fret
- Mustela zibellina – Martes zibellina – Sabelmarter
- Mustela erminea – Hermelijn

p. 47
- Ursus
- Ursus arctos – Bruine beer
- Ursus luscus – Gulo gulo luscus – Veelvraat

p. 48
- Ursus meles – Meles meles – Das
- Ursus lotor – Procyon lotor – Gewone wasbeer

## Bestiae
p. 49
- Sus – Echte zwijnen
- Sus scrofa – Wild zwijn

p. 50
- Sus porcus – Potamochoerus porcus – Penseelzwijn
- Sus tajacu – Pecari tajacu – Halsbandpekari
- Sus babyrusa – Babyrousa babyrussa – Gouden babiroesa
- Dasypus
- Dasypus unicinctus – Cabassous unicinctus – Zuidelijk kaalstaartgordeldier

p. 51
- Dasypus tricinctus – Tolypeutes tricinctus – Driebandgordeldier
- Dasypus quadricinctus = Tolypeutes tricinctus – Driebandgordeldier[16]
- Dasypus sexcinctus – Euphractus sexcinctus – Zesbandgordeldier
- Dasypus septemcinctus – Zevenbandgordeldier
- Dasypus novemcinctus – Negenbandgordeldier

p. 52
- Erinaceus
- Erinaceus europaeus – Egel
- Talpa
- Talpa europaea – Mol

p. 53
- Talpa asiatica – Chrysochloris asiatica – Kaapse goudmol
- Sorex
- Sorex araneus – Bosspitsmuis
- Sorex cristatus – Condylura cristata – Stermol
- Sorex aquaticus – Scalopus aquaticus – Oost-Amerikaanse mol

p. 54
- Didelphis
- Didelphis marsupialis – Zuidelijke opossum
- Didelphis philander – Caluromys philander – Gele wolhaarbuidelrat

p. 55
- Didelphis opossum – Philander opossum – Grijze vieroogbuidelrat
- Didelphis murina – Marmosa murina – Aeneasrat
- Didelphis dorsigera = Marmosa murina – Aeneasrat[17]

## Glires
p. 56
- Rhinoceros
- Rhinoceros unicornis – Indische neushoorn
- Rhinoceros bicornis – Diceros bicornis – Zwarte neushoorn
- Hystrix – Echte stekelvarkens
- Hystrix cristata – Gewoon stekelvarken

p. 57
- Hystrix prehensilis – Coendou prehensilis – Grijpstaartstekelvarken
- Hystrix dorsata – Erethizon dorsatum – Oerzon
- Hystrix macroura – Atherurus macrourus – Aziatisch kwaststaartstekelvarken
- Hystrix brachyura – Maleis stekelvarken
- Lepus – Echte hazen
- Lepus timidus – Sneeuwhaas

p. 58
- Lepus cuniculus – Oryctolagus cuniculus – Europees konijn
- Lepus capensis – Kaapse haas
- Lepus brasiliensis – Sylvilagus brasiliensis – Braziliaans konijn
- Castor – Bevers
- Castor fiber – Bever

p. 59
- Castor moschatus – Desmana moschata – Russische desman
- Mus
- Mus porcellus – Cavia porcellus – Huiscavia
- Mus leporinus – Dasyprocta leporina – Goudhaas
- Mus lemmus – Lemmus lemmus – Berglemming

p. 60
- Mus marmota – Marmota marmota – Alpenmarmot
- Mus monax – Marmota monax – Bosmarmot
- Mus cricetus – Cricetus cricetus – Hamster

p. 61
- Mus terrestris = Arvicola amphibius – Woelrat[18]
- Mus amphibius – Arvicola amphibius – Woelrat
- Mus rattus – Rattus rattus – Zwarte rat

p. 62
- Mus musculus – Huismuis
- Mus avellanarius – Muscardinus avellanarius – Hazelmuis
- Mus sylvaticus – Apodemus sylvaticus – Bosmuis
- Mus striatus – Lemniscomys striatus – Gestreepte grasmuis
- Mus longipes, nomen oblitum? – Meriones meridianus (Pallas, 1773) – Chinese renmuis[19][20] of Allactaga sp.[21][22]

p. 63
- Mus jaculus – Jaculus jaculus – Kleine woestijnspringmuis
- Mus volans – Glaucomys volans – Noord-Amerikaanse vliegende eekhoorn
- Sciurus – Boomeekhoorns
- Sciurus vulgaris – Eekhoorn

p. 64
- Sciurus niger – Zwarte eekhoorn
- Sciurus cinereus – Sciurus niger cinereus – ondersoort van de Zwarte eekhoorn
- Sciurus flavus – nomen dubium[23]
- Sciurus getulus – Atlantoxerus getulus – Barbarijse grondeekhoorn
- Sciurus striatus – Tamias striatus – Oostelijke wangzakeekhoorn
- Sciurus volans – Pteromys volans – Gewone vliegende eekhoorn

## Pecora
p. 65
- Camelus – Kamelen
- Camelus dromedarius – Dromedaris
- Camelus bactrianus – Camelus ferus bactrianus – Kameel
- Camelus glama – Lama glama – Lama

p. 66
- Camelus pacos – Vicugna pacos – Alpaca
- Moschus – Muskusherten
- Moschus moschiferus – Siberisch muskushert
- Cervus
- Cervus camelopardalis – Giraffa camelopardalis – Noordelijke giraffe
- Cervus alces – Alces alces – Eland

p. 67
- Cervus elaphus – Edelhert
- Cervus tarandus – Rangifer tarandus – Rendier
- Cervus dama – Dama dama – Damhert
- Cervus bezoarticus – Ozotoceros bezoarticus – Pampahert

p. 68
- Cervus capreolus – Capreolus capreolus – Ree
- Cervus guineensis – nomen dubium[24]
- Capra – Geiten
- Capra hircus – Capra aegagrus hircus – Geit
- Capra ibex – Alpensteenbok
- Capra rupicapra – Rupicapra rupicapra – Gems

p. 69
- Capra depressa = Capra aegagrus hircus – Geit[25]
- Capra reversa = Capra aegagrus hircus – Geit[25]
- Capra pygmea – Neotragus pygmaeus – Dwergantilope
- Capra gazella – Oryx gazella – Gemsbok
- Capra cervicapra – Antilope cervicapra – Indische antilope
- Capra dorcas – Gazella dorcas – Dorcasgazelle

p. 70
- Capra grimmia – Sylvicapra grimmia – Gewone duiker
- Capra mambrica = Capra aegagrus hircus – Geit[26]
- Capra ammon – Ovis ammon – Argali
- Ovis – Schapen
- Ovis aries – Ovis orientalis aries – Schaap

p. 71
- Ovis guineensis = Ovis orientalis aries – Schaap[26]
- Ovis strepsiceros = Ovis orientalis aries – Schaap[26]
- Bos
- Bos taurus – Bos primigenius taurus – Rund
- Bos bonasus – Bison bonasus – Wisent

p. 72
- Bos bison – Bison bison – Amerikaanse bizon
- Bos bubalis – Bubalus arnee bubalis – Waterbuffel
- Bos indicus – Bos primigenus indicus – Zeboe

## Belluae
p. 73
- Equus
- Equus caballus – Equus ferus caballus – Paard
- Equus asinus – Equus africanus asinus – Ezel

p. 74
- Equus zebra – Bergzebra
- Hippopotamus – Nijlpaard
- Hippopotamus amphibius – Nijlpaard
- Hippopotamus terrestris – Tapirus terrestris – Laaglandtapir

## Cete
p. 75
- Monodon – Narwal
- Monodon monoceros – Narwal
- Balaena
- Balaena mysticetus – Groenlandse walvis
- Balaena physalus – Balaenoptera physalus – Gewone vinvis

p. 76
- Balaena boops = Balaenoptera physalus – Gewone vinvis[27][28]
- Balaena musculus – Balaenoptera musculus – Blauwe vinvis
- Physeter – Potvis
- Physeter catodon = Physeter macrocephalus – Potvis[29]
- Physeter macrocephalus – Potvis
- Physeter microps = Physeter macrocephalus – Potvis[29][30]

p. 77
- Physeter tursio = Physeter macrocephalus – Potvis[29][30]
- Delphinus
- Delphinus phocaena – Phocoena phocoena – Bruinvis
- Delphinus delphis – Gewone dolfijn
- Delphinus orca – Orcinus orca – Orka